# Le 6/9 (Belgique)
Pour les articles homonymes, voir Le 6/9.
Le 6/9 est une émission matinale de la station NRJ Belgique depuis 2001. Elle est diffusée de 2001 à 2011, puis de 2018 à 2019. Remplacée par le Wake up Show puis par le Julie Taton sur NRJ, l'émission matinale redevient Le 6/9 à la suite du départ de Julie Taton en janvier 2024.

## Historique de l'émission
Depuis 2001 NRJ Belgique diffuse son propre 6/9 sur ses antennes belges, entre 6 heures et 9 heures.
En septembre 2006, l'émission a gagné une heure, s'étendant ainsi jusqu'à 10 heures. Mais depuis le 26 février 2007, ils ont repris l'horaire de base 6 h-9 h.
Le 25 août 2008, le 6/9 change d'équipe avec Walid, Déborah et Julien.
À partir du 2 février 2009, Déborah quitte l'équipe du 6-9. L'équipe est alors composée de Cyril, Walid, Isa et Julien.
Le 24 août 2009, le 6/9 revient avec Cyril, Isa, Julien et Dan.
Le 26 novembre, Le 6/9 a animé son émission dans les airs à une hauteur de 50 mètres au plein cœur de la ville de Bruxelles. L'équipe du 6/9 avait reçu plusieurs personnalités, comme Stromae.
Le 23 août 2010, le 6/9 revient avec la même équipe que l'année précédente. Nouveauté dans l'habillage, Céline Monsarrat (voix de Julia Roberts) devient la voix du 6/9 Belgique.
Le 20 mai 2011, Cyril anime pour la dernière fois le 6/9 d'NRJ Belgique. Il a été remplacé par Matt.
Fin août 2011, le 6-9 disparait des programmes d'NRJ pour une autre matinale aux mêmes horaires sur NRJ.
En septembre 2018, le 6-9 revient sur NRJ, aux mêmes heures cette fois avec Marc-Antoine Leulier (sous le nom de Marco), Francesco Zidda (Frisko) et Jeremy Delarue (JerM),.
L'émission est remplacée fin 2019 par le Wake up show animé par Julie Taton, cependant le nom de l'émission matinale sera préservé dans le langage courant même si l'émission change encore de nom en Julie Taton sur NRJ dès 2022. En janvier 2024, Julie Taton doit quitter l'émission en raison de sa candidature politique sur la liste fédérale du Mouvement réformateur. Le 6/9 est alors reformé avec JerM, Tanguy et Wendy,. Kim Beyns, directeur général de NGroup, indique que le poste de Julie Taton est incompatible avec sa position sur la liste politique car elle ne permet plus de garantir la neutralité politique.

## Équipe
L'équipe est composée en 2018 de Matt (animateur principal), Isa (coanimatrice), Julien (assistant) et Dan (producteur).
En 2024, elle se compose de Jeremy Delarue (JerM), Wendy et Tanguy.

### Logos

Logo de 2001 jusqu'en 2009.
Logo de 2009 à 2011.
Logo de 2018 à 2019.